# Behavioral Ecology and Sociobiology
Behavioral Ecology and Sociobiology — международный научный журнал, посвящённый проблемам поведенческой экологии и социобиологии насекомых и других животных. Основан в 1976 году.

## История
Журнал был основан в 1976 году.
Уровень цитирования журнала (Импакт-фактор): 2.749 (2009), что ставит его на № 6 из 125 в категории "Zoology ". По итогам 28 лет (1981—2008) входит в десятку самых значимых в мире журналов в категории зоология.
Главный интерес журнал проявляет к публикациям, касающимся внутривидовых поведенческих взаимодействий, с особым вниманием к социальному поведению; также рассматриваются межвидовые поведенческие механизмы, включая конкуренцию и борьбу за ресурсы, мутуализм, отношения хищник-жертва и паразитизм; поведенческая экофизиология; ориентация в пространстве и времени.
В 2017 году вышел 71-й том.

## ISSN
- ISSN: 0340-5443 (Print)
- ISSN: 1432-0762 (Online)